# Besta-deild karla
Besta-deild karla (wym. [Besta-deild karla]) – najwyższa w hierarchii klasa męskich ligowych rozgrywek piłkarskich w Islandii, będąca jednocześnie najwyższym szczeblem centralnym (I poziom ligowy), utworzona w 1912 roku i od samego początku zarządzana przez Islandzki Związek Piłki Nożnej (KSÍ). Zmagania w jej ramach toczą się cyklicznie (co sezon) i przeznaczone są dla 12 najlepszych krajowych klubów piłkarskich. Jej triumfator zostaje Mistrzem Islandii, zaś najsłabsze drużyny są relegowane do 1. deild karla (II ligi islandzkiej).

## Historia
Mistrzostwa Islandii w piłce nożnej rozgrywane są od 1912 roku. Pierwszym zwycięzcą został klub Reykjavíkur. Do sezonu 1954 najwyższa klasa rozgrywkowa nosiła nazwę Meistaraflokkur. W 1955 nazwę tę zmieniono na 1. deild. Natomiast od sezonu 1997 najwyższą klasą rozgrywkową jest Úrvalsdeild. W 2022 roku liga zmieniła nazwę na Besta-deild karla.

## System rozgrywek
Obecny format ligi zakładający rozgrywania dwóch meczów z każdym rywalem zamiast, jak dotychczas, jednego, obowiązuje od sezonu 1959.
Rozgrywki składają się z 22 kolejek spotkań rozgrywanych pomiędzy drużynami systemem kołowym. Każda para drużyn rozgrywa ze sobą dwa mecze – jeden w roli gospodarza, drugi jako goście. Od sezonu 2008 w lidze występuje 12 zespołów. W przeszłości liczba ta wynosiła od 3 do 10. Drużyna zwycięska za wygrany mecz otrzymuje 3 punkty (do sezonu 1983 2 punkty), 1 za remis oraz 0 za porażkę.
Zajęcie pierwszego miejsca po ostatniej kolejce spotkań oznacza zdobycie tytułu Mistrzów Islandii w piłce nożnej. Mistrz Islandii kwalifikuje się do eliminacji Ligi Mistrzów UEFA. Druga oraz trzecia drużyna zdobywają możliwość gry w Lidze Europy UEFA. Również zwycięzca Pucharu Islandii startuje w eliminacjach do Ligi Europy lub, w przypadku, w którym zdobywca krajowego pucharu zajmie pierwsze miejsce w lidze – możliwość gry w eliminacjach do Ligi Europy otrzymuje również czwarta drużyna klasyfikacji końcowej. Zajęcie 2 ostatnich miejsc wiąże się ze spadkiem drużyn do 1. deild karla.
W przypadku zdobycia tej samej liczby punktów, klasyfikacja końcowa ustalana jest w oparciu o wynik dwumeczu pomiędzy drużynami, w następnej kolejności w przypadku remisu – różnicą bramek w pojedynku bezpośrednim, następnie ogólnym bilansem bramkowym osiągniętym w sezonie, większą liczbą bramek zdobytych oraz w ostateczności losowaniem.

## Skład ligi w sezonie 2025
| Uczestnicy poprzedniej edycji | Uczestnicy poprzedniej edycji | Uczestnicy poprzedniej edycji | Uczestnicy poprzedniej edycji |
| --- | ----------------------------- | ----------------------------- | ----------------------------- |
| BRE | Breiðablik                    | Kópavogur                     | 1                             |
| VÍR | Víkingur Reykjavík            | Reykjavík                     | 2                             |
| VAL | Valur                         | Reykjavík                     | 3                             |
| STJ | Stjarnan                      | Garðabær                      | 4                             |
| ÍA | Akraness                      | Akranes                       | 5                             |
| FH | FH                            | Hafnarfjörður                 | 6                             |
| KA | KA Akureyri                   | Akureyri                      | 7                             |
| KRE | KR                            | Reykjavík                     | 8                             |
| FRA | Fram                          | Reykjavík                     | 9                             |
| VES | Vestri                        | Ísafjarðarbær                 | 10                            |
| Spadek z Besta deild karla 2024 |                               |                               |                               |
| HKÓ | HK                            | Kópavogur                     | 11                            |
| FYL | Fylkir                        | Reykjavík                     | 12                            |
| Awans z 1. deild karla 2024 |                               |                               |                               |
| ÍBV | ÍB Vestmannaeyja              | Vestmannaeyjar                | 1                             |
| AFT | Afturelding                   | Mosfellsbær                   | 2                             |
| Oznaczenia: - kolumna pierwsza – skróty nazw drużyn, - kolumna trzecia – siedziba klubu, - kolumna czwarta – miejsce zajęte w poprzednim sezonie. |                               |                               |                               |

## Statystyka

### Tabela medalowa
Mistrzostwo Islandii zostało do tej pory zdobyte przez 11 różnych drużyn.
Stan na 31 grudnia 2024.
| Lp. | Klub               | Miejsca na podium | Miejsca na podium | Miejsca na podium | Zwycięskie sezony |    |    | |
| --- | ------------------ | ----------------- | ----------------- | ----------------- | --- | -- | -- | --- |
| Lp. | Klub               | 1.                | Reykjavíkur       | 27                | Zwycięskie sezony | 27 | 16 | 1912, 1919, 1926, 1927, 1928, 1929, 1931, 1932, 1934, 1941, 1948, 1949, 1950, 1952, 1955, 1959, 1961, 1963, 1965, 1968, 1999, 2000, 2002, 2003, 2011, 2013, 2019 |
| 2.  | Valur Reykjavík    | 23                | 18                | 18                | 1930, 1933, 1935, 1936, 1937, 1938, 1940, 1942, 1943, 1944, 1945, 1956, 1966, 1967, 1976, 1978, 1980, 1985, 1987, 2007, 2017, 2018, 2020 |    |    | |
| 3.  | Fram               | 18                | 17                | 16                | 1913, 1914, 1915, 1916, 1917, 1918, 1921, 1922, 1923, 1925, 1939, 1946, 1947, 1962, 1972, 1986, 1988, 1990                               |    |    | |
| 4.  | Akraness           | 18                | 12                | 14                | 1951, 1953, 1954, 1957, 1958, 1960, 1970, 1974, 1975, 1977, 1983, 1984, 1992, 1993, 1994, 1995, 1996, 2001                               |    |    | |
| 5.  | Hafnarfjarðar      | 8                 | 10                | 3                 | 2004, 2005, 2006, 2008, 2009, 2012, 2015, 2016                                                                                           |    |    | |
| 6.  | Víkingur Reykjavík | 7                 | 8                 | 9                 | 1920, 1924, 1981, 1982, 1991, 2021, 2023                                                                                                 |    |    | |
| 7.  | ÍFK Keflavík       | 4                 | 3                 | 7                 | 1964, 1969, 1971, 1973 |    |    | |
| 8.  | Vestmannaeyjar     | 3                 | 6                 | 13                | 1979, 1997, 1998 |    |    | |
| 9.  | Breiðablik UBK     | 3                 | 5                 | 1                 | 2010, 2022, 2024 |    |    | |
| 10. | Stjarnan           | 1                 | 2                 | 4                 | 2014 |    |    | |
| 11. | KA Akureyrar       | 1                 | 1                 | 0                 | 1989 |    |    | |
| 12. | Fylkir             | 0                 | 2                 | 1                 | |    |    | |
| 13. | Leiftur            | 0                 | 0                 | 3                 | |    |    | |
| 14. | Grindavíkur        | 0                 | 0                 | 2                 | |    |    | |
| 14. | Þór Akureyri       | 0                 | 0                 | 2                 | |    |    | |

## Uhonorowane kluby
Po zdobyciu 5 tytułów mistrza Islandii zezwala się na umieszczanie na koszulce złotej gwiazdki symbolizującej liczbę wywalczonych tytułów mistrzowskich, kolejna gwiazdka po 10 itd.
Obecnie (stan na grudzień 2022) mistrzowskie gwiazdki ma:
- KR Reykjavík
- Valur Reykjavík
- Fram Reykjavík
- ÍA Akraness
- FH Hafnarfjarðar
- Víkingur Reykjavík